# Орлан-10
Орлан-10 је руска извиђачка беспилотна летелица, развијена од стране Центра за савремене технологије из Санкт Петербурга за потребе Оружаних снага Руске федерације и за извоз. Један комплекс укључује до пет беспилотних летелица.

## Карактеристике
Орлан-10 је тактичка извиђачка беспилотна летелица, која се лансира из катапулта. Максимална полетна маса износи неких 18 килограма, а може носити око 4 килограма корисног терета. Погоњена је клипно-елисним мотором, који јој омогућава максималну брзину од неких 150 km/h, даљину крстарења од око 500 километара, висину лета до неких 5000 метара. Може да остане у ваздуху десетак сати. Високо је поуздана, лако управљива и лака за одржавање, према коментару руског официра. Други извори наводе да је максимална брзина 180 km/h, висина лета до неких 6000 метара и да може да остане у ваздуху 15 сати.

## Корисници
- Русија
- Мјанмар

## Галерија
- Орлан-10 на војној вежби Словенско братство 2018